# Aniano di Orléans
Aniano di Orléans, chiamato anche Agnano di Orléans, (Vienne, 358 – Orléans, 453) è stato un vescovo romano di Orléans e difese la città contro gli Unni di Attila con l'aiuto del generale romano Ezio. È venerato come santo dalla Chiesa cattolica.

## Biografia
Originario di una nobile famiglia di Vienne, visse un periodo in romitaggio per poi andare ad Orléans ov'era vescovo Evurzio. Fu da questi ordinato sacerdote e consigliato come suo successore poco prima della sua morte. Eletto vescovo tra il 391, data del decesso del suo predecessore, sant'Evurzio, ed il 451, si trovò ad affrontare l'invasione degli Unni di Attila e l'assedio della sua città, presidiata dal re degli Alani Sangibano. Aniano incoraggiò i concittadini alla resistenza ed inviò richieste di soccorso al generale romano Ezio. La leggenda narra che, tardando i soccorsi delle legioni romane, Aniano abbia invocato il cielo gettando dai bastioni della città un pugno di sabbia ed ogni granello di questa si sia trasformato in una vespa ed un nugolo di queste abbia fatto fuggire i barbari. Attila, troppo stanco e indebolito, decise di non attaccare la città ma di porla sotto assedio. Gli orléanesi resero onore al loro vescovo, che ogni giorno saliva su una torre a sorvegliare gli unni.
Ezio giunse infine con le sue legioni ed il 20 giugno (od il 20 settembre secondo alcuni storici) del 451 sconfisse Attila ai Campi Catalaunici (verosimilmente presso l'attuale Châlons-en-Champagne).
San Gregorio di Tours (538 - 594) vescovo di quella diocesi, storico ed agiografo, attribuì il merito della liberazione di Orléans, all'intercessione presso Dio delle preghiere ed alle lacrime di Aniano.

## Culto
Nell'XI secolo il re Roberto II di Francia (figlio di Ugo Capeto) decise la costruzione di una cripta nella Collegiata di Sant'Aniano a Orléans per alloggiarvi le reliquie del santo. Questa cripta, restaurata nel XIV secolo, è una delle più grandi di Francia e vi si possono ancor oggi ammirare i capitelli scolpiti nell'XI secolo.
Una cappella dedicata a Sant'Aniano fu eretta nel 1166 a Parigi sulla île de la Cité, accanto alla Cattedrale di Notre-Dame su disposizione di Stefano di Garlande, decano di Saint Aignan d'Orléans e cancelliere di Luigi il Grosso e se ne possono ancora vedere le vestigia nei muri del n. 19 di rue des Ursins.
Vi è inoltre una chiesa a suo nome a Saint-Agnan, sobborgo di Ogy, nel dipartimento della Mosella.